# Масаж простати

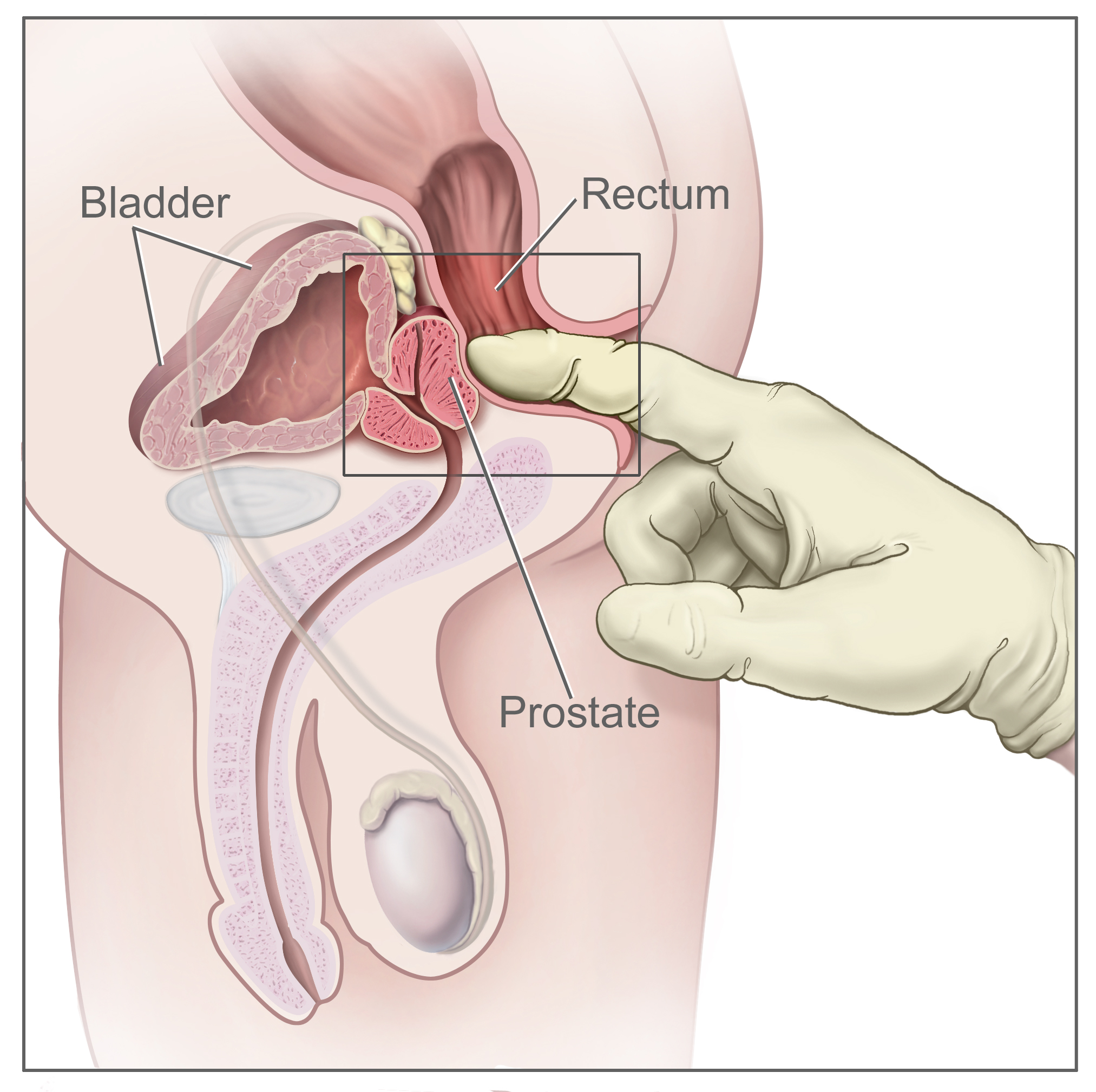
Стимуляція простати через пряму кишку

Масаж передміхурової залози — це масаж або стимуляція чоловічої передміхурової залози з лікувальною метою або для сексуальної стимуляції.
Простата бере участь у циклі статевої реакції та має важливе значення для утворення біологічно активної сперми. Через її близькість до передньої стінки прямої кишки простату можна масажувати з передньої стінки прямої кишки або ззовні через промежину.

## Медичне використання

### Пальцеве ректальне дослідження
Масаж простати є частиною пальцевого ректального обстеження, яке зазвичай проводять чоловікам урологи для пошуку вузлів раку передміхурової залози та отримання зразка виділеного простатичного секрету, для мікроскопії та мікробіологічного посіву, для скринінгу на простатит.

#### Терапія простатиту
Наприкінці 1990-х років невелика кількість лікарів пробувала масаж простати разом з антибіотиками для лікування хронічного бактеріального простатиту з невизначеними результатами. Проте в останніх дослідженнях не було показано, що масаж простати покращує результати порівняно з антибіотиками.[джерело?] Як наслідок цих висновків, сьогодні масаж простати не є офіційно дозволеним у медицині для лікування будь-яких медичних розладів.[джерело?] Масаж передміхурової залози ні в якому разі не слід проводити пацієнтам з гострим простатитом, тому що інфекція може поширитися в інші частини тіла, якщо виконувати масаж.

#### Історія
Колись це найпопулярніша медична процедура, яка використовувалась для лікування простатиту, у 1960-х роках він був відкинутий як основна терапія.
Наприкінці 1990-х років неефективність медикаментозного лікування хронічного простатиту призвела до короткочасного відновлення інтересу до масажу простати. Проте, у нещодавньому дослідженні не було показано, що масаж простати покращує результати порівняно з антибіотиками.
Ця практика все ще використовується в деяких частинах Китаю.

### Ризики
Задокументовано, що інтенсивний масаж передміхурової залози має шкідливі наслідки: перипростатичну кровотечу, целюліт[джерело?], септицемію, метастази раку простати в інші частини тіла, а також загострення геморою та тріщини прямої кишки.

### Електроеякуляція
Електроеякуляція — це медична маніпуляція, під час якої нерви стимулюються за допомогою електричного зонда, який вставляється в пряму кишку поруч із простатою. Напруга подразника стимулює сусідні нерви, що призводить до скорочення тазових м'язів і еякуляції. Найчастіше він зустрічається у тваринництві з метою збору зразків сперми для тестування або розведення. Деякі пристрої використовуються під загальним наркозом на людях, які мають певні типи анеякуляції. Електроеякуляція також може бути використана для посмертного отримання сперми у людей. Електроеякуляція відрізняється від ручного масажу простати.

## Як сексуальна практика

### Загалом

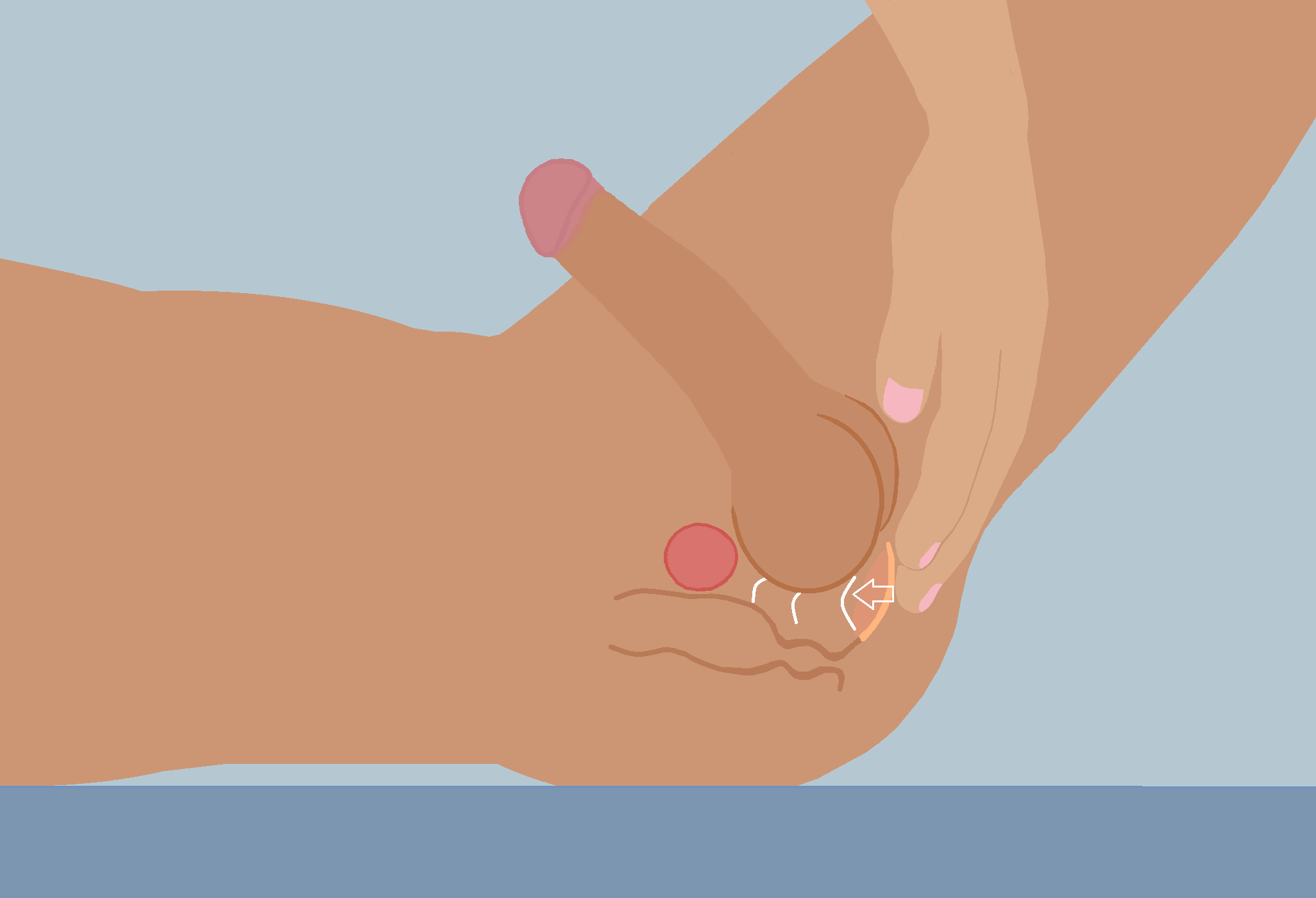
Погладжування з натиском і легке ритмічне здавлювання промежини викликають передачу тиску на підлеглі тканини аж до простати. Масаж промежини може викликати сексуальне збудження або посилити його.

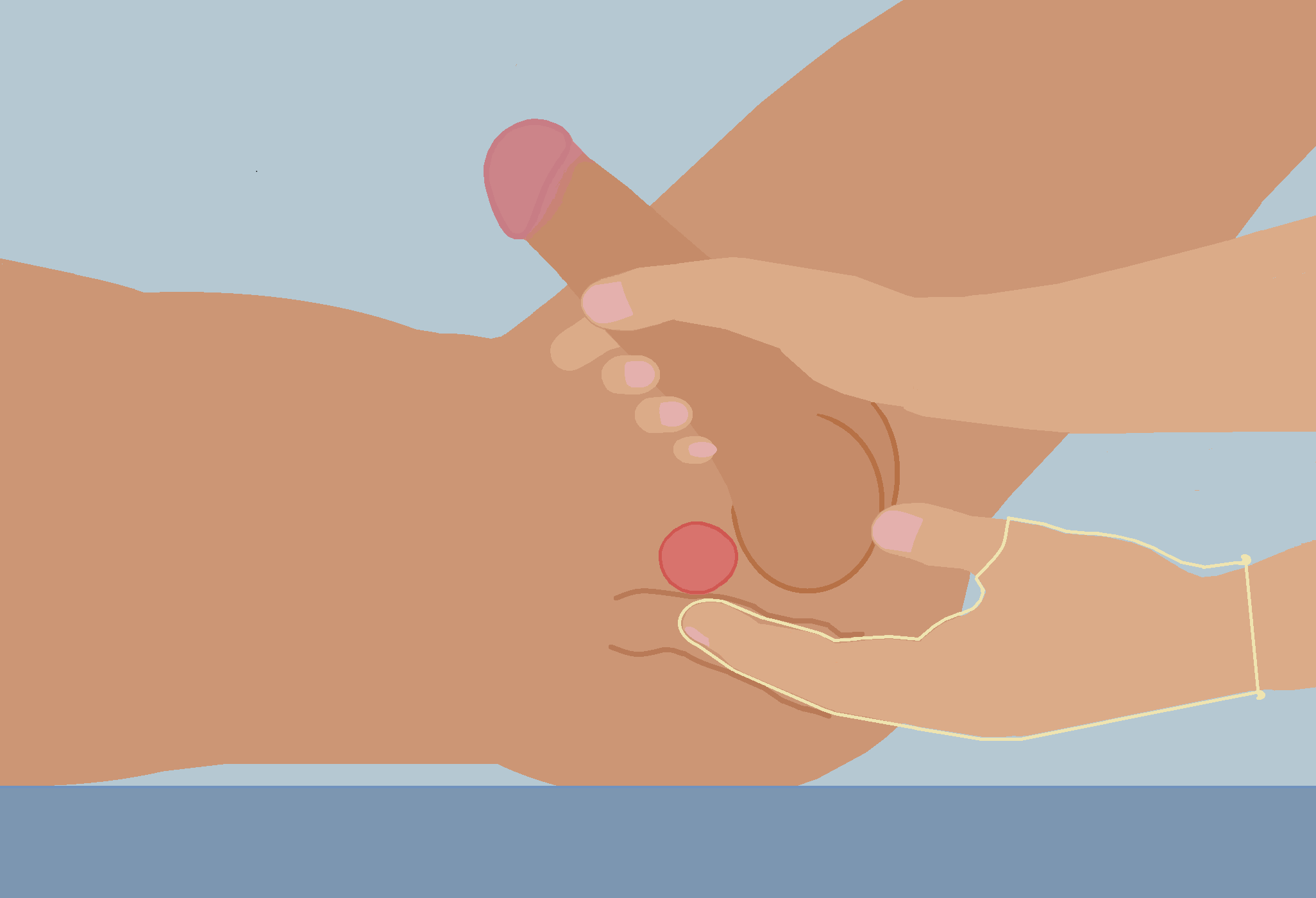
Введення пальця, захищеного латексною рукавичкою та змащеного мастилом, у анус і нижню частину прямої кишки чоловіка в положенні лежачи, де після обережного проникнення, простату як невеликий круглий орган можна масажувати разом із пенісом.

Масаж простати також використовується як еротичний масаж для сексуальної стимуляції, часто для досягнення оргазму. Простату іноді називають «чоловічою точкою G» або «точкою P». Деякі чоловіки можуть досягти оргазму за допомогою стимуляції передміхурової залози, наприклад масажу простати або сприйнятливого анального статевого акту, а чоловіки, які повідомляють про відчуття стимуляції передміхурової залози, часто дають описи, подібні до описів стимуляції G-точки у жінок. Стимуляція простати може призвести до сильнішого, потужнішого та «глибшого» оргазму, ніж лише стимуляція статевого члена, яку деякі чоловіки описують як більш поширену, інтенсивну та тривалу, що забезпечує більше відчуття екстазу, ніж оргазм, викликаний лише стимуляцією статевого члена. Однак усі чоловічі оргазми, включно зі стимуляцією статевого члена, передбачають м'язові скорочення передміхурової залози. Деякі чоловіки можуть досягти оргазму лише за допомогою стимуляції простати. Стимуляція може бути досягнута за допомогою одного чи кількох пальців або за допомогою секс-іграшок, призначених для тиску на передню стінку прямої кишки в місці розташування залози.
Масаж простати можна практикувати між сексуальними партнерами, або як окрему діяльність, або під час інших статевих актів, наприклад, при стимулюванні пеніса. Доступність (онлайн через Інтернет) спеціально розроблених, безпечних і гігієнічних секс-іграшок і пристроїв, призначених для стимуляції передміхурової залози, може стимулювати: сексуальні експерименти та включення в сексуальні ігри. Використання пальця для анального проникнення та стимуляції простати може посилити чоловічий оргазм або змінити відчуття під час сексуального збудження. Палець масажера простати вводять у пряму кишку через задній прохід і обережно масажують передміхурову залозу через передню (фронтальну) стінку прямої кишки. У деяких людей або для деяких масажерів правильне розташування простати може бути трохи заглибленим або палець занадто коротким, щоб легко дістатися. Масаж передміхурової залози можна проводити індивідуально або за допомогою партнера.
Масаж передміхурової залози також можна використовувати в довготривалій грі на відмову від оргазму з метою полегшення негайної потреби в оргазмі без впливу на загальне відчуття збудження. З цією метою його часто називають «доїнням».
Існують питання безпеки, пов'язані зі стимуляцією простати та анальним проникненням. Щоб запобігти пошкодженню слизової оболонки прямої кишки, наполегливо рекомендується використовувати багато мастила для масажерів простати. Менший інструмент або палець можна вводити поступово, щоб звести до мінімуму дискомфорт, який можуть відчувати окремі особи. Масажери можна використовувати з презервативом або без нього; однак через наявність бактерій у прямій кишці, якщо презерватив не використовується, дуже важливо очистити інструмент з милом перед використанням в іншому отворі або партнером. Отримання анальної стимуляції може викликати відчуття необхідності дефекації. Найчастіше це просто відчуття, яке викликає стимуляція, до якого може знадобитися деякий час.

### Обладнання
Масажер простати — це пристрій для масажу передміхурової залози. Форма масажера простати схожа на палець, оскільки масаж простати традиційно проводиться пальцевим способом (наприклад, за допомогою пальців). Зазвичай вони мають злегка вигнуту голівку для ефективного масажу простати. Змащення зазвичай необхідне перед тим, як вставляти будь-що в задній прохід, і допомагає уникнути пошкодження слизової прямої кишки. Слід бути обережними при використанні масажера простати через чутливість простати. Правильне використання передбачає повторювані масажі від середнього до легкого або кругові рухи — пристрій, який використовується для масажу, не слід використовувати надто енергійно або необережно, оскільки це може призвести до травми.
Обладнання для масажу простати варіюється від фалоімітаторів до анальних пробок. При використанні в сексуальній практиці масажери простати зазвичай називають «іграшками для простати», «іграшками для сексу передміхурової залози» та «анальними іграшками». Ці масажери простати вводяться в пряму кишку через задній прохід і призначені для стимуляції простати простим масажем або вібрацією. Їх використовують під час прелюдії багато пар.[джерело?]
Фалоімітатори простати схожі на вагінальні фалоімітатори, але вони, як правило, більш вигнуті, стрункіші та з м'якшою текстурою. Деякі з нових фалоімітаторів простати на ринку працюють від батарейок і забезпечують вібрацію на кінчику; швидкість або інтенсивність яких може змінюватися залежно від особистих уподобань суб'єкта. На відміну від вагінальних фалоімітаторів, анальний масажер передміхурової залози має розширену основу, щоб запобігти його повному вставленню та «загубленню» всередині прямої кишки.
Деякі чоловіки віддають перевагу анальним пробкам, які прості у використанні, їх можна вільно вставити та залишити на місці, поки руки чоловіка вільні для інших сексуальних дій, таких як мастурбація. Анальні пробки також бувають різних форм, розмірів і конструкцій, та зазвичай не призначені для стимуляції простати. Нові, більш кутові моделі (друге покоління) масажерів простати були розроблені для забезпечення більш прямого та ретельного масажу передміхурової залози. Ці нові пристрої мають більш вигнуту форму та трохи довші за оригінали. Вони зазвичай мають вузьку шийку та розширену основу, щоб уникнути їх втрати в прямій кишці. У той час як багато масажерів покладаються на власні природні м'язові скорочення анального сфінктера та анальної стінки для стимуляції простати, деякі з нових моделей постачаються з вбудованими вібраторами для збільшення сексуального задоволення.